# Suzukia
Suzukia es un género con dos especies de plantas con flores perteneciente a la familia Lamiaceae. Es originario de las regiones templadas de Asia.

## Especies seleccionadas
| - Suzukia luchuensis Kudo - Suzukia shikikunensis Kudo |